# 岡崎清一郎

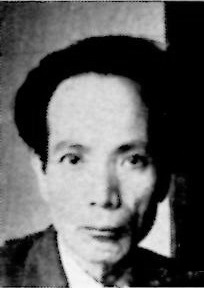
岡崎清一郎

岡崎 清一郎（おかざき せいいちろう、1900年9月19日 - 1986年1月28日）は、日本の詩人。
栃木県足利市出身。佐野中学校を中退後、太平洋画会研究所にて学ぶ。北原白秋の「近代風景」や村野四郎らの「旗魚」に参加、1929年第1詩集『四月遊行』を刊行。のち「歴程」同人。1960年「新世界交響楽」で高村光太郎賞、1971年『岡崎清一郎詩集』で第9回藤村記念歴程賞、1973年『春鶯囀』で第24回読売文学賞受賞。

## 著書
- 四月遊行 詩集 ガク房社 1929
- 神様と鉄砲 詩集 ボン書店 1934
- 火宅 詩の本 私家版、1934.4
- 風騒集 私家版 1937
- 花鳥品隲 句集 文芸汎論社 1938
- 肉体輝燿 詩集 文芸汎論社 1940
- 夏館 詩集 湯川弘文社 1943 (新詩叢書)
- 古妖 詩集 落合書店 1969
- 岡崎清一郎詩集 思潮社 1970
- 春鶯囀 詩集 落合書店 1972
- 銀彩炎上 詩集 落合書店 1974 (天山文庫)
- 火焔太鼓 詩集 沖積舎 1974
- 象徴の森 落合書店 1976.12
- 戀歌 詩集 思潮社 1976